# Isoperla neimongolica
Isoperla neimongolica är en bäcksländeart som beskrevs av Yang, D. och C. Yang 1996. Isoperla neimongolica ingår i släktet Isoperla och familjen rovbäcksländor. Inga underarter finns listade i Catalogue of Life.